# Descoberta da fissão nuclear

A reação nuclear teorizada por Meitner e Frisch seguida da reação nuclear em cadeia teorizada por Hahn e Strassmann

A fissão nuclear foi descoberta em dezembro de 1938 pelos químicos Otto Hahn e Fritz Strassmann e pelos físicos Lise Meitner e Otto Robert Frisch. A fissão é uma reação nuclear ou um processo de decaimento radioativo no qual o núcleo de um átomo se divide em dois ou mais núcleos menores e mais leves, frequentemente acompanhada de outras partículas. O processo de fissão geralmente produz raio gamas e libera uma quantidade de energia extremamente elevada, mesmo pelos padrões da decaimento radioativo. Os cientistas já conheciam a decaimento alfa e a decaimento beta, mas a fissão assumiu grande importância, pois a descoberta de que uma reação nuclear em cadeia era possível levou ao desenvolvimento da energia nuclear e de armas nucleares. Hahn foi agraciado com o Prêmio Nobel de Química de 1944 pela descoberta da fissão nuclear.
Hahn e Strassmann, no Instituto Kaiser Wilhelm de Química em Berlim, bombardearam urânio com nêutrons lentos e descobriram que bário havia sido produzido. Hahn sugeriu uma ruptura do núcleo, mas não tinha certeza sobre a base física dos resultados. Eles comunicaram suas descobertas por correio a Meitner na Suécia, que alguns meses antes havia fugido da Alemanha Nazista. Meitner e seu sobrinho Frisch teorizavam — e depois provaram — que o núcleo de urânio havia se dividido, publicando seus achados na Nature. Meitner calculou que a energia liberada em cada desintegração era de aproximadamente 200 MeV, e Frisch observou essa liberação. Por analogia com a divisão das células biológicas, ele denominou o processo de "fissão".

## Contexto

### Radioatividade
Nos últimos anos do século XIX, os cientistas experimentavam frequentemente com o tubo de raios catódicos, que já havia se tornado um equipamento padrão de laboratório. Uma prática comum era direcionar os raios catódicos para várias substâncias e observar os efeitos. Wilhelm Röntgen dispunha de uma tela revestida com platinocianeto de bário que fluorescia quando exposta aos raios catódicos. Em 8 de novembro de 1895, ele notou que, embora seu tubo de raios catódicos não estivesse apontado para a tela — que estava coberta por papelão preto — a tela ainda fluorescia. Rapidamente, convenceu-se de ter descoberto um novo tipo de raios, hoje chamados de raio X. No ano seguinte, Henri Becquerel experimentava com sais fluorescentes de urânio e questionava se eles também poderiam produzir raios X. Em 1º de março de 1896, descobriu que, de fato, os sais produziam raios, mas de um tipo diferente; mesmo quando o sal de urânio era mantido em uma gaveta escura, ele gerava uma imagem intensa em uma placa de raios X, indicando que os raios se originavam internamente, sem depender de uma fonte externa de energia.

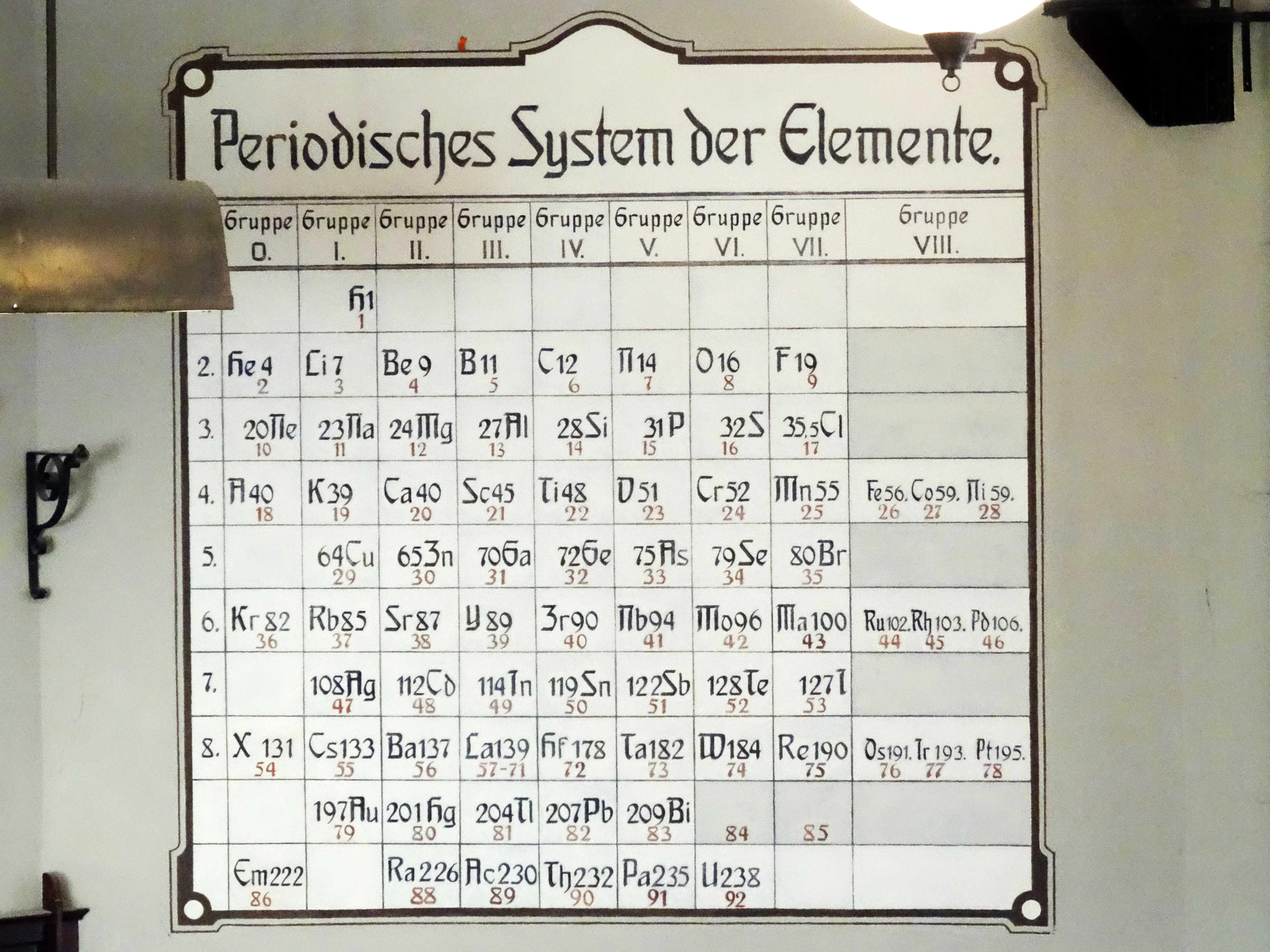
A tabela periódica c. 1930

Ao contrário da descoberta de Röntgen, que despertou ampla curiosidade tanto de cientistas quanto do público em geral pela capacidade dos raios X de revelar os ossos do corpo humano, a descoberta de Becquerel teve pouco impacto na época, e o próprio Becquerel logo passou a investigar outros temas. Marie Curie testou amostras de tantos elementos e minerais quanto pôde encontrar em busca de sinais dos raios de Becquerel, e em abril de 1898 também os detectou no tório. Ela denominou o fenômeno de "radioatividade". Juntamente com Pierre Curie e Gustave Bémont, ela passou a investigar a pechblenda, um minério contendo urânio que se mostrou mais radioativo do que o próprio urânio. Isso indicava a existência de outros elementos radioativos. Um deles era quimicamente semelhante ao bismuto, mas fortemente radioativo, e em julho de 1898 publicaram um artigo no qual concluíam tratar-se de um novo elemento, que nomearam de "polônio". O outro elemento, quimicamente similar ao bário, foi anunciado em um artigo de dezembro de 1898, recebendo o nome de "rádio". Convencer a comunidade científica foi outra questão: separar o rádio do bário presente no minério revelou-se muito difícil — levou três anos para que conseguissem produzir um décimo de grama de cloreto de rádio, e o polônio nunca foi isolado.

### Protactínio

A cadeia de decaimento do actínio. A decaimento alfa desloca dois elementos para baixo; a decaimento beta desloca um elemento para cima.

Em 1913, Soddy e Kasimir Fajans observaram independentemente que a decaimento alfa fazia os átomos deslocarem-se duas posições para baixo na tabela periódica, enquanto a perda de duas partículas beta os restaurava à posição original. Na reorganização resultante da tabela periódica, o rádio foi colocado no grupo II, o actínio no grupo III, o tório no grupo IV e o urânio no grupo VI, deixando uma lacuna entre o tório e o urânio. Soddy previu que esse elemento desconhecido — que, segundo Dmitri Mendeleev, ele denominou "ekatantalium" — seria um emissor alfa com propriedades químicas semelhantes às do tantalio (atualmente conhecido como tântalo). Não demorou muito para que Fajans e Oswald Helmuth Göhring descobrissem esse elemento como produto de decaimento de um composto beta-emissor do tório. Com base na lei de deslocamento radioativo de Fajans e Soddy, concluiu-se que se tratava de um isótopo do elemento ausente, o qual foi nomeado "brevium" devido à sua curta meia-vida. Contudo, por ser um emissor beta, não poderia ser o isótopo-mãe do actínio — tendo que tratar-se de outro isótopo.
Dois cientistas do Instituto Kaiser Wilhelm (KWI) aceitaram o desafio de encontrar o isótopo ausente. Otto Hahn havia se formado na Universidade de Marburg como químico orgânico, mas atuara como pós-doutor na University College London sob Sir William Ramsay e com Rutherford na Universidade McGill, onde estudara isótopos radioativos. Em 1906, retornou à Alemanha, tornando-se assistente de Emil Fischer na Universidade de Berlim. Em McGill, habituou-se a trabalhar de perto com um físico, o que o levou a se associar a Lise Meitner, que havia obtido seu doutorado na Universidade de Viena em 1906 e, em seguida, mudou-se para Berlim para estudar física sob Max Planck na Friedrich-Wilhelms-Universität. Meitner achou Hahn — que tinha a mesma idade que ela — menos intimidador do que colegas mais experientes e ilustres. Hahn e Meitner mudaram-se para o recém-criado Instituto Kaiser Wilhelm de Química, em 1913, e até 1920 já comandavam seus próprios laboratórios, com alunos, programas de pesquisa e equipamentos próprios. Os novos laboratórios ofereceram oportunidades inéditas, visto que os antigos estavam contaminados com substâncias radioativas, impossibilitando o estudo de materiais fracamente radioativos. Desenvolveram, assim, uma nova técnica para separar o grupo do tântalo da pitchblenda, com o objetivo de acelerar o isolamento do novo isótopo.

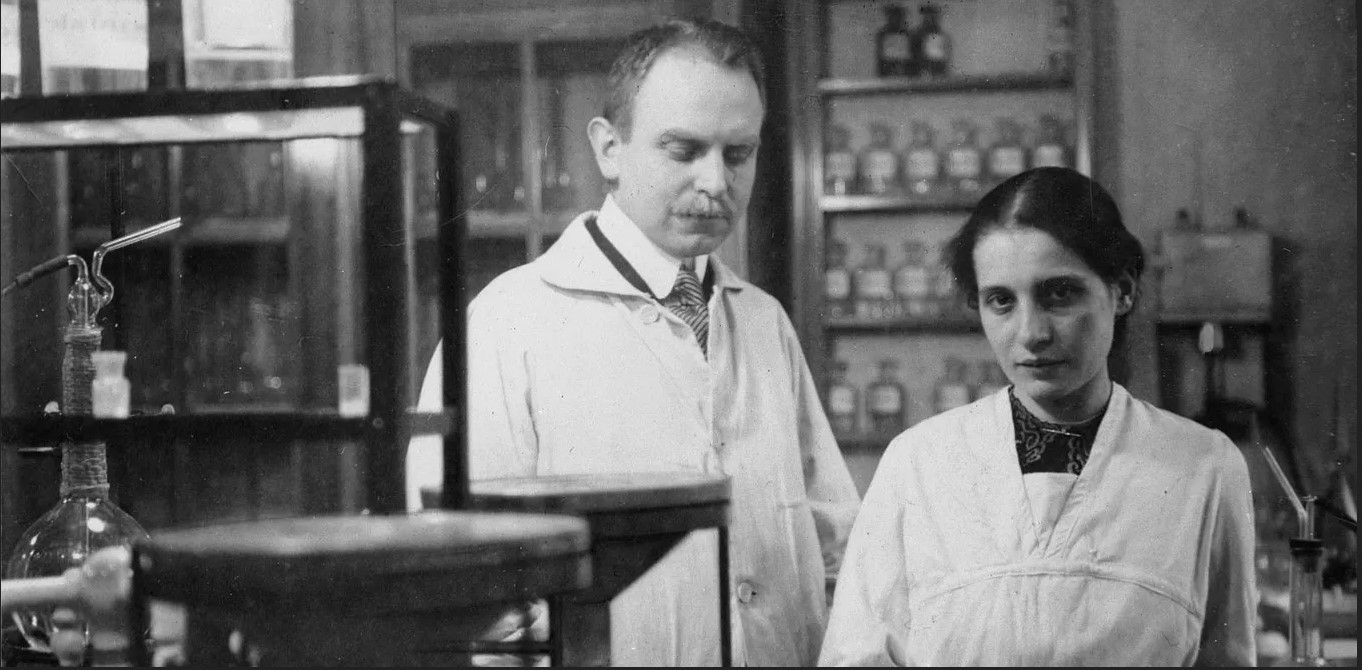
Otto Hahn e Lise Meitner em 1912

O trabalho foi interrompido com o início da Primeira Guerra Mundial em 1914. Hahn foi convocado para o Exército Alemão, enquanto Meitner tornou-se radiografista voluntária em hospitais do Exército Austro-Húngaro. Meitner retornou ao Instituto Kaiser Wilhelm em outubro de 1916, enquanto Hahn integrou, em dezembro de 1916, a nova unidade de comando de gás na Sede Imperial em Berlim, após ter circulado entre as frentes ocidental e oriental, Berlim e Leverkusen, entre o verão de 1914 e o final de 1916.
A maior parte dos estudantes, assistentes de laboratório e técnicos foi convocada, de modo que Hahn, estacionado em Berlim entre janeiro e setembro de 1917, e Meitner tiveram que realizar todas as tarefas por conta própria. Em dezembro de 1917, Meitner conseguiu isolar a substância e, após trabalhos complementares, provaram que se tratava do isótopo ausente. Em março de 1918, Meitner submeteu os achados dela e de Hahn para publicação na revista científica Physikalischen Zeitschrift, sob o título Die Muttersubstanz des Actiniums; ein neues radioaktives Element von langer Lebensdauer.
Embora Fajans e Göhring tenham sido os primeiros a descobrir o elemento, o costume determinava que um elemento fosse representado pelo isótopo de vida mais longa e mais abundante — e o brevium não parecia adequado. Fajans concordou em permitir que Meitner e Hahn nomeassem o elemento protactínio e lhe atribuíssem o símbolo químico Pa. Em junho de 1918, Soddy e John Cranston anunciaram que haviam extraído uma amostra do isótopo, mas, diferentemente de Hahn e Meitner, não conseguiram descrever suas características. Reconhecendo a prioridade de Hahn e Meitner, eles aceitaram o nome. A conexão com o urânio permaneceu um mistério, pois nenhum dos Isótopos de urânio conhecidos decaía em protactínio — situação que só seria esclarecida com a descoberta do urânio-235 em 1929.
Por essa descoberta, Hahn e Meitner foram repetidamente indicados ao Prêmio Nobel de Química na década de 1920 por vários cientistas — entre eles Max Planck, Heinrich Goldschmidt e o próprio Fajans. Em 1949, a União Internacional de Química Pura e Aplicada (IUPAC) nomeou definitivamente o novo elemento como protactínio, confirmando Hahn e Meitner como seus descobridores.

## Transmutação

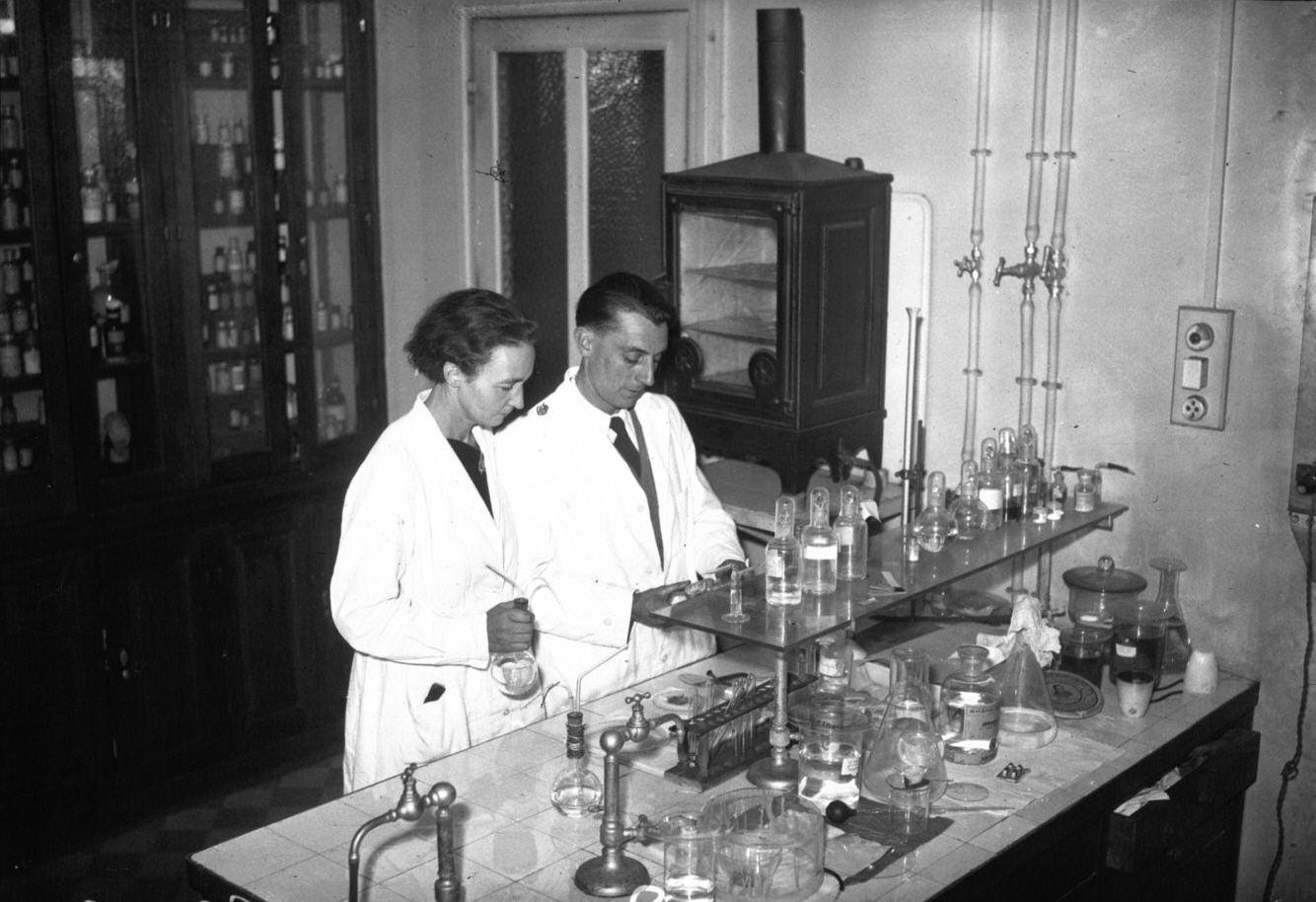
Irène Curie e Frédéric Joliot em seu laboratório em Paris, 1935

Patrick Blackett conseguiu realizar a transmutação nuclear do nitrogênio em oxigênio em 1925, utilizando partículas alfa direcionadas ao nitrogênio. Na notação moderna para núcleos atômicos, a reação foi
14
7N + 
4
2He → 
17
8O + p
Esta foi a primeira observação de uma reação nuclear, isto é, uma reação em que partículas oriundas de um decaimento são utilizadas para transformar outro núcleo atômico.
Uma reação nuclear totalmente artificial e transmutação nuclear foi alcançada em abril de 1932 por Ernest Walton e John Cockcroft, que utilizaram prótons acelerados artificialmente contra lítio para fragmentar esse núcleo em duas partículas alfa. A façanha ficou popularmente conhecida como "dividir o átomo", embora não se tratasse de fissão nuclear; pois não resultou da iniciação de um processo interno de decaimento radioativo.
Poucas semanas antes da façanha de Cockcroft e Walton, outro cientista do Laboratório Cavendish, James Chadwick, descobriu o nêutron, utilizando um engenhoso dispositivo feito com cera de abelha, por meio da reação do berílio com partículas alfa: Subsequentemente, ele detalhou seus achados: 
9
4Be + 
4
2He → 
12
6C + n
Irène Curie e Frédéric Joliot irradiaram uma folha de alumínio com partículas alfa e constataram que isso produzia um isótopo de fósforo radioativo de curta duração, com meia-vida de cerca de três minutos:
27
13Al + 
4
2He → 
30
15P + n
que decai para um isótopo estável de silício:
30
15P → 
30
14Si + e+
Eles notaram que a radioatividade persistia mesmo após cessarem as emissões de nêutrons. Além de terem descoberto uma nova forma de decaimento radioativo — a emissão de pósitron —, transmutaram um elemento em um isótopo radioativo até então desconhecido de outro, induzindo radioatividade onde antes não existia nenhuma. A radioquímica deixou de estar confinada a certos elementos pesados e passou a se estender a toda a tabela periódica.
Chadwick observou que, por ser eletricamente neutros, os nêutrons penetravam o núcleo mais facilmente do que prótons ou partículas alfa. Enrico Fermi e seus colegas em Roma — Edoardo Amaldi, Oscar D'Agostino, Franco Rasetti e Emilio Segrè — aproveitaram essa ideia. Rasetti visitou o laboratório de Meitner em 1931 e novamente em 1932, após a descoberta do nêutron por Chadwick. Meitner lhe demonstrou como preparar uma fonte de nêutrons de polônio-berílio. De volta a Roma, Rasetti construiu contador Geigers e uma câmara de nuvens inspirada na de Meitner. Fermi inicialmente pretendia utilizar polônio como fonte de partículas alfa, como fizeram Chadwick e Curie. O rádio era uma fonte mais intensa de partículas alfa do que o polônio, porém também emitia raios beta e gama, os quais atrapalhavam os aparelhos de detecção do laboratório. Durante as férias de Páscoa, entretanto, Rasetti não preparou a fonte de polônio-berílio, e Fermi percebeu que, interessado nos produtos da reação, poderia irradiar sua amostra em um laboratório e testá-la em outro, ao final do corredor. A fonte de nêutrons era de fácil preparação — bastava misturar berílio em pó com radônio em uma cápsula selada. Ademais, o rádio era de fácil obtenção; Giulio Cesare Trabacchi possuía mais de um grama de rádio e estava disposto a fornecê-lo a Fermi. Com uma meia-vida de apenas 3,82 dias, o rádio seria desperdiçado de outra forma, e ele continuava a produzir mais.

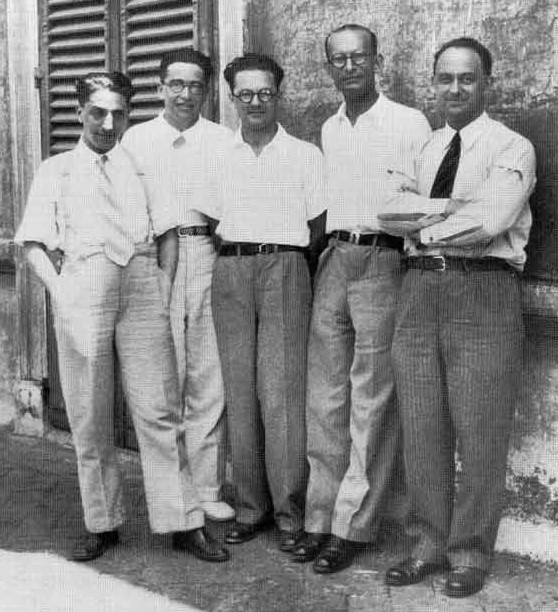
Enrico Fermi e seu grupo de pesquisa (os rapazes da via Panisperna), c. 1934. Da esquerda para a direita: Oscar D'Agostino, Emilio Segrè, Edoardo Amaldi, Franco Rasetti e Fermi

Trabalhando em linha de montagem, o grupo iniciou irradiando água e, em seguida, avançou na tabela periódica passando por lítio, berílio, boro e carbono, sem induzir radioatividade. Ao chegarem a alumínio e, depois, a flúor, obtiveram seus primeiros sucessos. A radioatividade induzida foi finalmente detectada através do bombardeio com nêutrons em 22 elementos diferentes.
Meitner foi uma das poucas físicas a quem Fermi enviou cópias antecipadas de seus artigos, podendo confirmar os achados referentes a alumínio, silício, fósforo, cobre e zinco. Quando uma nova edição de La Ricerca Scientifica chegou ao Instituto de Física Teórica de Niels Bohr na Universidade de Copenhague, seu sobrinho, Otto Frisch, o único físico capaz de ler italiano, foi requisitado por colegas que desejavam uma tradução. O grupo de Roma não dispunha de amostras dos elementos de terras raras, mas no instituto de Bohr George de Hevesy possuía um conjunto completo de seus óxidos, fornecido pela Auergesellschaft, e, assim, de Hevesy e Hilde Levi realizaram o procedimento com tais materiais.
Quando o grupo de Roma passou a estudar o urânio, enfrentaram um problema: a radioatividade do urânio natural era quase tão intensa quanto a de sua fonte de nêutrons. O que observaram foi uma mistura complexa de meias-vidas. Seguindo a lei de deslocamento, verificaram a presença de chumbo, bismuto, rádio, actínio, tório e protactinium (ignorando os elementos cujas propriedades químicas eram desconhecidas) e (corretamente) não encontraram evidências de nenhum deles. Fermi identificou que a irradiação com nêutrons produzia três tipos de reações: emissão de uma partícula alfa (n, α); emissão de prótons (n, p); e emissão de raios gama (n, γ). Invariavelmente, os novos isótopos decaíam por emissão beta, fazendo com que os elementos se deslocassem para cima na tabela periódica.
Com base na tabela periódica da época, Fermi acreditava que o elemento 93 seria o ekarhenium — o elemento imediatamente abaixo do rênio — com características semelhantes a manganês e rênio. Esse elemento foi de fato encontrado, e Fermi concluiu provisoriamente que seus experimentos haviam criado novos elementos com 93 e 94 prótons, aos quais ele denominou ausenium e hesperium. Os resultados foram publicados na Nature em junho de 1934. Contudo, nesse artigo, Fermi advertiu que "uma busca cuidadosa por tais partículas pesadas ainda não foi realizada, pois para sua observação é necessário que o produto ativo esteja na forma de uma camada muito fina. Portanto, parece, no momento, prematuro formular qualquer hipótese definitiva sobre a cadeia de desintegrações envolvida." Em retrospecto, o que foi detectado era, de fato, um elemento desconhecido semelhante ao rênio, o tecnécio, que se situa entre o manganês e o rênio na tabela periódica.

## Descoberta

### Objeções
Fermi recebeu o Prêmio Nobel de Física de 1938 por suas "demonstrações da existência de novos elementos radioativos produzidos por irradiação de nêutrons, e por sua descoberta relacionada de reações nucleares provocadas por nêutrons lentos". Contudo, nem todos ficaram convencidos com a análise de Fermi sobre seus resultados. Ida Noddack sugeriu, em setembro de 1934, que, em vez de criar um novo elemento mais pesado — o 93 —, poderia ser assumido que, quando nêutrons são usados para produzir desintegrações nucleares, ocorrem reações nucleares distintamente novas que não foram observadas anteriormente com o bombardeamento de núcleos atômicos por prótons ou partículas alfa. No passado, observou-se que as transmutação de núcleos aconteciam apenas com a emissão de elétrons, prótons ou núcleos de hélio, fazendo com que os elementos pesados mudassem sua massa apenas minimamente, produzindo elementos vizinhos. Quando núcleos pesados são bombardeados por nêutrons, é concebível que o núcleo se divida em vários fragmentos grandes — que seriam, evidentemente, isótopos de elementos conhecidos, mas não vizinhos ao elemento irradiado.
O artigo de Noddack foi lido pela equipe de Fermi em Roma, por Curie e Joliot em Paris, e por Meitner e Hahn em Berlim. Entretanto, a objeção citada aparece mais adiante e é apenas uma das diversas lacunas apontadas por ela na afirmação de Fermi. O modelo da gota líquida de Bohr ainda não havia sido formulado, não havendo, assim, como calcular teoricamente se seria fisicamente possível que os átomos de urânio se fragmentassem em pedaços grandes. Noddack e seu marido, Walter Noddack, eram químicos renomados, já indicados para o Prêmio Nobel de Química pela descoberta do rênio, embora na época estivessem envolvidos em uma controvérsia sobre a descoberta do elemento 43, que chamavam de "masurium". A descoberta do tecnécio por Emilio Segrè e Carlo Perrier pôs fim à reivindicação, mas somente em 1937. É improvável que Meitner ou Curie tivessem qualquer preconceito contra Noddack por seu sexo, mas Meitner não hesitou em dizer a Hahn: Hähnchen, von Physik verstehst Du Nichts ("Hahn, querido, de física você não entende nada"). A mesma atitude se repetiu com Noddack, que não propôs um modelo nuclear alternativo nem realizou experimentos para sustentar sua tese. Embora Noddack fosse uma química analítica de renome, carecia dos conhecimentos em física necessários para compreender a magnitude do que propunha.

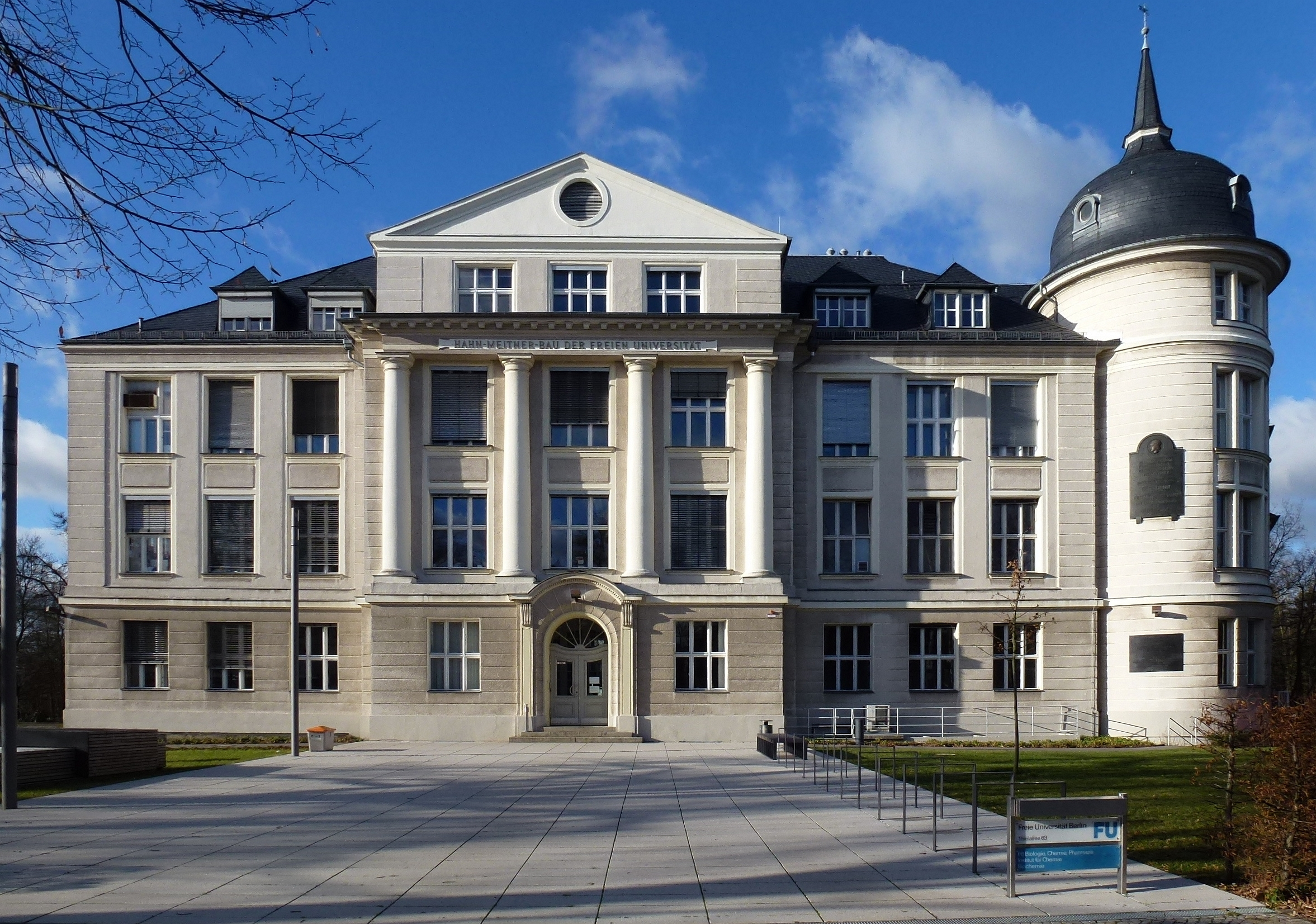
Antigo edifício do Instituto Kaiser Wilhelm de Química em Berlim. Após a Segunda Guerra Mundial, passou a integrar a Universidade Livre de Berlim. Foi renomeado como Edifício Otto Hahn em 1956, e Edifício Hahn-Meitner em 2010.

Noddack não foi a única crítica à afirmação de Fermi. Aristid von Grosse sugeriu que o que Fermi havia encontrado era um isótopo de protactínio. Meitner estava ansiosa para investigar os resultados de Fermi, mas reconheceu que seria necessário um químico altamente qualificado — e ela quis contar com o melhor que conhecia: Hahn, mesmo que não tivessem colaborado por muitos anos. Inicialmente, Hahn não demonstrou interesse, mas a menção ao protactínio por von Grosse mudou sua opinião. Posteriormente, Hahn escreveu: "A única questão parece ser se Fermi encontrou isótopos de elementos transurânicos ou isótopos do elemento imediatamente inferior, o protactínio. Naquela época, Lise Meitner e eu decidimos repetir os experimentos de Fermi para verificar se o isótopo de 13 minutos era de protactínio ou não. Foi uma decisão lógica, considerando que nós havíamos descoberto o protactínio."

### Pesquisa

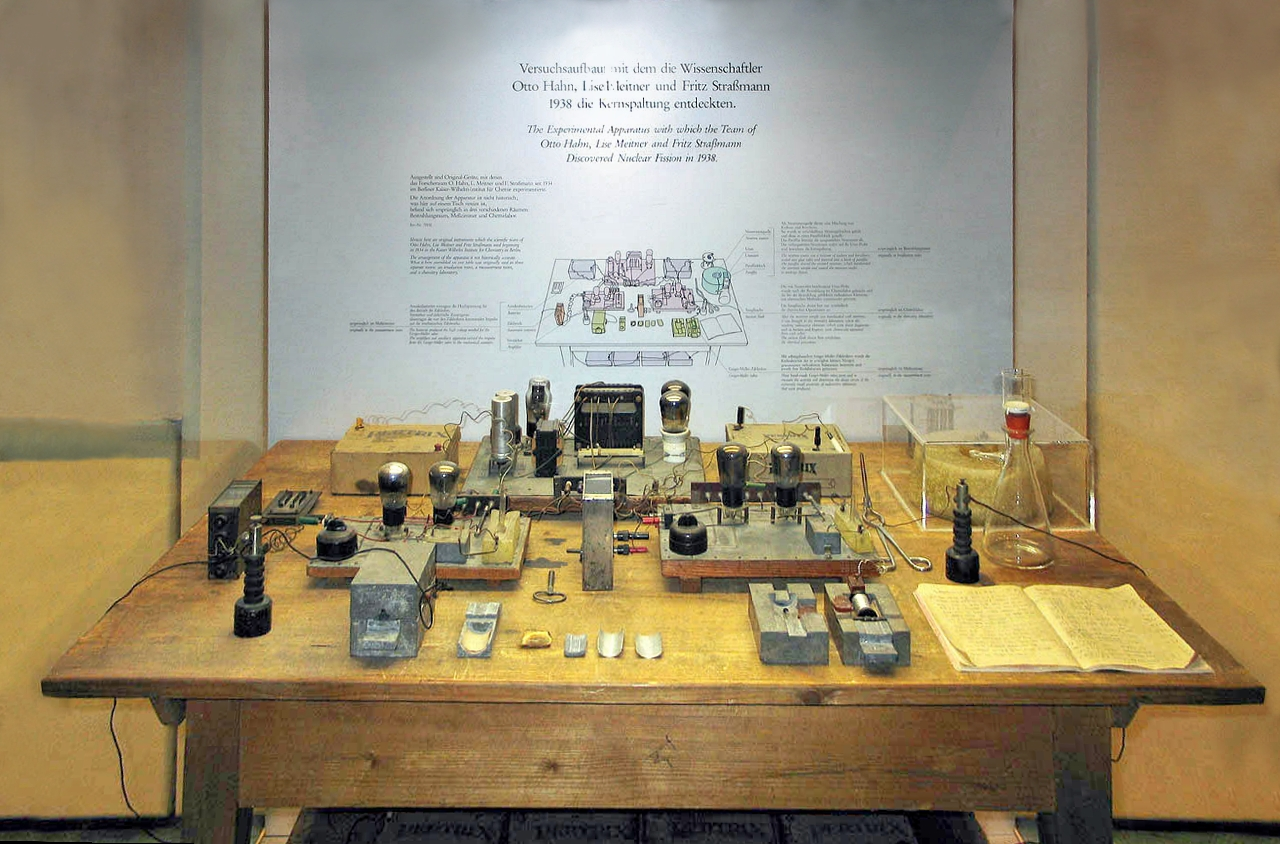
A exposição sobre fissão nuclear no Deutsches Museum em Munique. A mesa e os instrumentos são originais, mas não teriam ficado juntos na mesma sala. A pressão de historiadores, cientistas e feministas fez com que o museu alterasse a exibição em 1988 para reconhecer Lise Meitner, Otto Frisch e Fritz Strassmann.

O grupo de Berlim iniciou irradiando sal de urânio com nêutrons provenientes de uma fonte de radônio-berílio semelhante à utilizada por Fermi. Misturou-se berílio em pó com radônio em uma cápsula selada, proporcionando uma fonte de nêutrons muito mais intensa do que as misturas de polônio-berílio. Dissolveram o sal de urânio e adicionaram potássio perrhenate, cloreto de platina e hidróxido de sódio. O resíduo foi acidificado com sulfeto de hidrogênio, resultando na precipitação de sulfeto de platina e sulfeto de rênio. Fermi havia observado quatro isótopos radioativos — sendo que os de meia-vida mais longa apresentavam meias-vidas de 13 e 90 minutos — os quais foram detectados no precipitado.
Em seguida, o grupo de Berlim testou a presença de protactínio adicionando protactínio‑234 à solução. Ao precipitar, constatou-se que ele se separava dos isótopos com meias-vidas de 13 e 90 minutos, demonstrando que von Grosse estava equivocado e que estes não eram isótopos de protactínio. Ademais, as reações químicas envolvidas descartavam todos os elementos a partir de mercúrio para cima na tabela periódica. Conquistaram precipitar a atividade de 90 minutos com sulfeto de ósmio e a de 13 minutos com sulfeto de rênio, eliminando a hipótese de serem isótopos do mesmo elemento. Tudo isso forneceu fortes evidências de que se tratava, de fato, de elementos transurânicos, com propriedades químicas semelhantes às do ósmio e do rênio.
Fermi também relatou que nêutrons rápidos e lentos geravam atividades diferentes, o que indicava que mais de uma reação estava ocorrendo. Quando o grupo de Berlim não conseguiu reproduzir os achados do grupo de Roma, iniciou sua própria investigação sobre os efeitos dos nêutrons rápidos e lentos. Para minimizar a contaminação radioativa em caso de acidente, diferentes fases foram realizadas em salas distintas — todas na seção de Meitner, no piso térreo do Instituto Kaiser Wilhelm. A irradiação com nêutrons ocorreu em um laboratório, a separação química em outro e as medições em um terceiro. Os equipamentos utilizados eram simples e, em sua maioria, feitos à mão.
Em março de 1936, identificaram dez meias-vidas diferentes, com graus variados de certeza. Para explicá-las, Meitner teve que postular uma nova classe de reações (n, 2n) e a decaimento alfa do urânio — nenhum dos quais havia sido reportado anteriormente e para os quais faltavam evidências físicas. Assim, enquanto Hahn e Strassmann aperfeiçoavam seus procedimentos químicos, Meitner elaborou novos experimentos para lançar luz sobre os processos reacionais. Em maio de 1937, publicaram relatórios paralelos: um na Zeitschrift für Physik, com Meitner como autora principal, e outro em Chemische Berichte, com Hahn como autor principal. Hahn concluiu seu artigo enfatizando:
Vor allem steht ihre chemische Verschiedenheit von allen bisher bekannten Elementen außerhalb jeder Diskussion
("Acima de tudo, sua distinção química em relação a todos os elementos conhecidos até então dispensa qualquer discussão.")
Meitner passou a ficar cada vez mais incerta. Eles haviam construído três reações (n, γ):
1. 238
92U + n → 
239
92U (10 segundos) → 
239
93ekaRe (2,2 minutos) → 
239
94ekaOs (59 minutos) → 
239
95ekaIr (66 horas) → 
239
96ekaPt (2,5 horas) → 
239
97ekAu (?)
2. 238
92U + n → 
239
92U (40 segundos) → 
239
93ekaRe (16 minutos) → 
239
94ekaOs (5,7 horas) → 
239
95ekaIr (?)
3. 238
92U + n → 
239
92U (23 minutos) → 
239
93ekaRe

Meitner estava certa de que essas reações deveriam ser do tipo (n, γ), visto que os nêutrons lentos não tinham energia suficiente para remover prótons ou partículas alfa. Considerou a possibilidade de que as reações ocorressem a partir de diferentes isótopos de urânio — dos quais se conheciam três: urânio-238, urânio-235 e urânio-234. Contudo, ao calcular a seção de choque de nêutrons, o valor obtido era demasiado elevado para ser atribuído a qualquer isótopo que não fosse o mais abundante, o urânio-238. Concluiu, então, que tratava-se de um caso de isomeria nuclear, já observada no protactínio por Hahn em 1922. A isomeria nuclear havia sido explicada fisicamente por von Weizsäcker — que fora assistente de Meitner em 1936, mas posteriormente passou para o Instituto Kaiser Wilhelm de Física — e diferentes isômeros nucleares de protactínio apresentavam meias-vidas distintas. Esse mesmo fenômeno poderia ocorrer no urânio, mas, se assim fosse, a isomeria estaria sendo herdada pelos produtos filha e neta, o que tornava o argumento excessivamente forçado. Além disso, havia a terceira reação, uma (n, γ), que ocorria apenas com nêutrons lentos. Diante disso, Meitner encerrou seu relatório com uma conclusão bastante diferente da de Hahn, afirmando: "Ao que tudo indica, o processo deve ser a captura de nêutrons pelo urânio-238, que leva à formação de três núcleos isoméricos de urânio-239. Este resultado é muito difícil de conciliar com os conceitos atuais do núcleo."

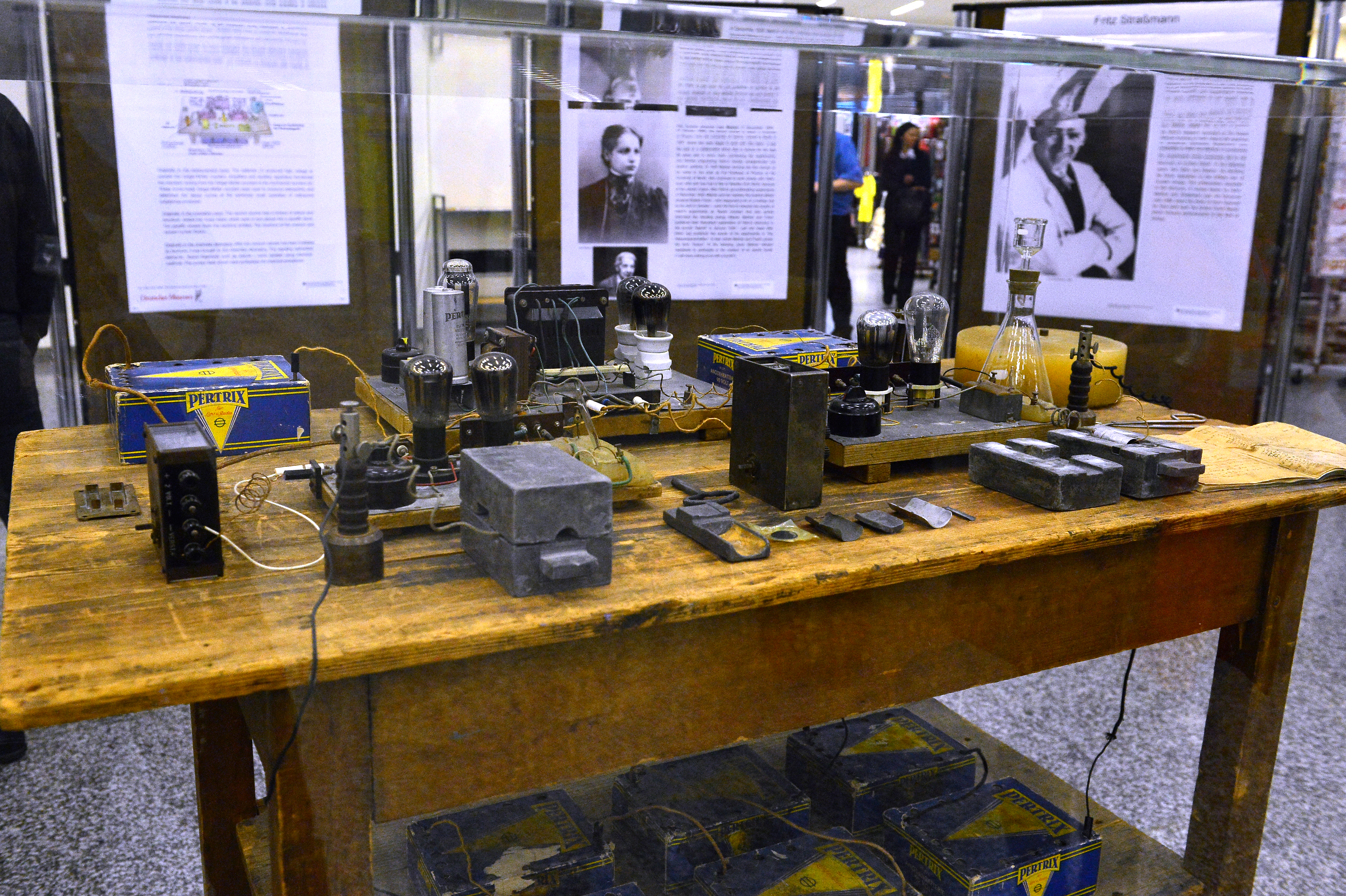
Exposição para comemorar o 75º aniversário da descoberta da fissão nuclear, no Centro Internacional de Viena em 2013. Imagens de Meitner e Strassmann estão em destaque.

Após esse ponto, o grupo de Berlim passou a trabalhar com tório, como afirmou Strassmann, "para se recuperar do horror do trabalho com urânio". Entretanto, o tório não se mostrou mais fácil de manipular que o urânio. Para começar, ele possuía um produto de decaimento, o radiotório (
228
90Th), que ofuscava a atividade induzida por nêutrons menos intensos. Contudo, Hahn e Meitner dispunham de uma amostra da qual haviam removido regularmente seu isótopo-mãe, o mesotório (
228
88Ra), ao longo de vários anos, permitindo que o radiotório decaísse. Mesmo assim, o tório era mais complicado de trabalhar, pois seus produtos de decaimento induzidos pela irradiação com nêutrons eram isótopos dos mesmos elementos produzidos pelo decaimento radioativo natural do tório. Identificaram, então, três séries de decaimento distintas, todas emissores alfa — um tipo de decaimento não observado em outros elementos pesados — o que obrigou Meitner a postular múltiplos isômeros. Um resultado interessante foi constatado: sob bombardeio com nêutrons rápidos de 2,5 MeV, as séries de decaimento (n, α) ocorriam simultaneamente; enquanto, com nêutrons lentos, prevalecia uma reação (n, γ) que formava 
233
90Th.
Fermi também relatou que nêutrons rápidos e lentos produziam atividades diferentes, indicando que mais de uma reação ocorria. Quando o grupo de Berlim não conseguiu reproduzir os achados do grupo de Roma, iniciou sua própria pesquisa sobre os efeitos dos nêutrons de diferentes energias. Para minimizar a contaminação radioativa em caso de acidente, as etapas foram realizadas em salas separadas, todas na seção de Meitner, no piso térreo do Instituto Kaiser Wilhelm. A irradiação com nêutrons foi feita em um laboratório, a separação química em outro, e as medições em um terceiro. Os equipamentos utilizados eram simples e, em sua maioria, construídos manualmente.

## Recepção

### Bohr leva as notícias para os Estados Unidos
Antes de partir para os Estados Unidos em 7 de janeiro de 1939 com seu filho Erik para participar da quinta Conferência de Física Teórica de Washington, Bohr prometeu a Frisch que não mencionaria a fissão até que os artigos fossem publicados. Contudo, durante a travessia do Atlântico no SS Drottningholm, Bohr discutiu o mecanismo da fissão com Leon Rosenfeld e não informou que a informação era confidencial. Ao chegar em Nova York em 16 de janeiro, foram recebidos por Fermi e sua esposa Laura Capon, e por John Wheeler, que fora bolsista no instituto de Bohr em 1934–1935. Aconteceu que naquela noite houve uma reunião do Clube do Jornal de Física da Universidade de Princeton e, quando Wheeler perguntou a Rosenfeld se ele tinha alguma notícia, este compartilhou as informações. Um Bohr constrangido enviou uma nota para a Nature defendendo a prioridade de descoberta atribuída a Meitner e Frisch. Hahn ficou irritado que, embora Bohr mencionasse o trabalho dele e de Strassmann, na nota citasse apenas Meitner e Frisch.

### Pesquisas adicionais
Ficou claro para muitos cientistas de Columbia que era necessário detectar a energia liberada na fissão do urânio por bombardeio com nêutrons. Em 25 de janeiro de 1939, um grupo da Universidade de Columbia realizou o primeiro experimento de fissão nuclear nos Estados Unidos, realizado no subsolo do Pupin Hall. O experimento consistiu em colocar óxido de urânio dentro de uma câmara de ionização e irradiá-lo com nêutrons, medindo a energia liberada. No dia seguinte, teve início a Quinta Conferência de Física Teórica de Washington, em Washington, D.C., sob os auspícios conjuntos da Universidade George Washington e da Instituição Carnegie de Washington. A partir daí, as notícias sobre a fissão nuclear se espalharam, fomentando inúmeras demonstrações experimentais.
Bohr e Wheeler reformularam o modelo da gota líquida para explicar o mecanismo da fissão nuclear, obtendo notável sucesso. O artigo foi publicado na Physical Review em 1 de setembro de 1939 — o dia em que a Alemanha invadiu a Polônia, dando início à Segunda Guerra Mundial na Europa. Conforme os físicos experimentais estudavam a fissão, surgiram resultados ainda mais intrigantes. George Placzek questionou Bohr sobre por que o urânio fissionava tanto com nêutrons muito rápidos quanto com nêutrons muito lentos. Caminhando para uma reunião com Wheeler, Bohr percebeu que, em baixas energias, a fissão se devia ao isótopo urânio-235, enquanto em altas energias predominava o isótopo muito mais abundante de urânio-238. Essa conclusão baseou-se nas medições, em 1937, de Meitner sobre as seções de choque na captura de nêutrons. Isso seria verificado experimentalmente em fevereiro de 1940, depois que Alfred Nier conseguiu produzir urânio-235 puro o suficiente para que John R. Dunning, Aristid von Grosse e Eugene T. Booth pudessem realizar os testes.

### Prêmio Nobel
Tanto Hahn quanto Meitner foram indicados várias vezes para os Prêmios Nobel de Química e de Física, mesmo antes da descoberta da fissão nuclear, devido ao trabalho realizado com isótopos radioativos e protactínio. Várias outras indicações seguiram para a descoberta da fissão entre 1940 e 1943. As indicações foram avaliadas por comitês compostos por cinco membros, um para cada prêmio. Embora ambos tenham sido indicados para Física, a radioatividade e os elementos radioativos sempre foram tradicionalmente atribuídos à Química, razão pela qual o Comitê Nobel de Química avaliou as indicações em 1944.
O comitê recebeu relatórios de Theodor Svedberg em 1941 e de Arne Westgren em 1942. Esses químicos ficaram impressionados com o trabalho de Hahn, mas consideraram que o trabalho experimental de Meitner e Frisch não era extraordinário — não compreendendo, assim, por que a comunidade de Física considerava seus trabalhos fundamentais. Quanto a Strassmann, embora seu nome constasse nos artigos, havia uma política de longa data de conceder prêmios apenas ao cientista mais sênior de uma colaboração. Em 1944, o Comitê Nobel de Química votou pela recomendação de que somente Hahn recebesse o Prêmio Nobel de Química daquele ano. Contudo, os alemães haviam sido proibidos de aceitar Prêmios Nobel desde que o Prêmio Nobel da Paz fora concedido a Carl von Ossietzky em 1936. A recomendação do comitê foi rejeitada pela Academia Real das Ciências da Suécia, que decidiu adiar o prêmio por um ano.
A guerra havia terminado quando a academia reconsiderou o prêmio em setembro de 1945. O Comitê Nobel de Química havia passado a ser mais cauteloso, pois ficou evidente que grande parte da pesquisa estava sendo realizada secretamente pelo Projeto Manhattan nos Estados Unidos, sugerindo o adiamento do Prêmio Nobel de Química de 1944 por mais um ano. A academia foi convencida por Göran Liljestrand, que argumentou ser importante afirmar sua independência dos Aliados da Segunda Guerra Mundial e conceder o prêmio a um alemão, como havia ocorrido após a Primeira Guerra Mundial, quando Fritz Haber fora premiado. Assim, Hahn tornou-se o único destinatário do Prêmio Nobel de Química de 1944 "por sua descoberta da fissão de núcleos pesados".
Em 20 de novembro de 1945, Meitner escreveu a sua amiga Birgit Broomé-Aminoff:

Certamente, Hahn mereceu plenamente o Prêmio Nobel de Química. Realmente, não há dúvida alguma a esse respeito. Porém, acredito que Otto Robert Frisch e eu contribuímos de modo não insignificante para o esclarecimento do processo de fissão do urânio — sobre como ele se origina e que produz tanta energia, algo muito distante do trabalho de Hahn. Por essa razão, achei um pouco injusto que nos jornais eu fosse denominada Mitarbeiterin [subordinada] de Hahn, do mesmo modo que Strassmann foi.
Em 1946, o Comitê Nobel de Física considerou indicações para Meitner e Frisch, submetidas por Max von Laue, Niels Bohr, Oskar Klein, Egil Hylleraas e James Franck. Relatórios foram elaborados para o comitê por Erik Hulthén, que presidia a cadeira de física experimental na Universidade de Estocolmo, em 1945 e 1946. Hulthén argumentou que a física teórica só deveria ser premiada se inspirasse grandes experimentos. O papel de Meitner e Frisch em serem os primeiros a compreender e explicar a fissão não foi reconhecido. Além disso, podem ter existido fatores pessoais: o presidente do comitê, Manne Siegbahn, não simpatizava com Meitner e tinha rivalidade profissional com Klein. Meitner e Frisch continuaram a ser indicados ao longo dos anos, mas jamais receberam um Prêmio Nobel.

## Na história e na memória

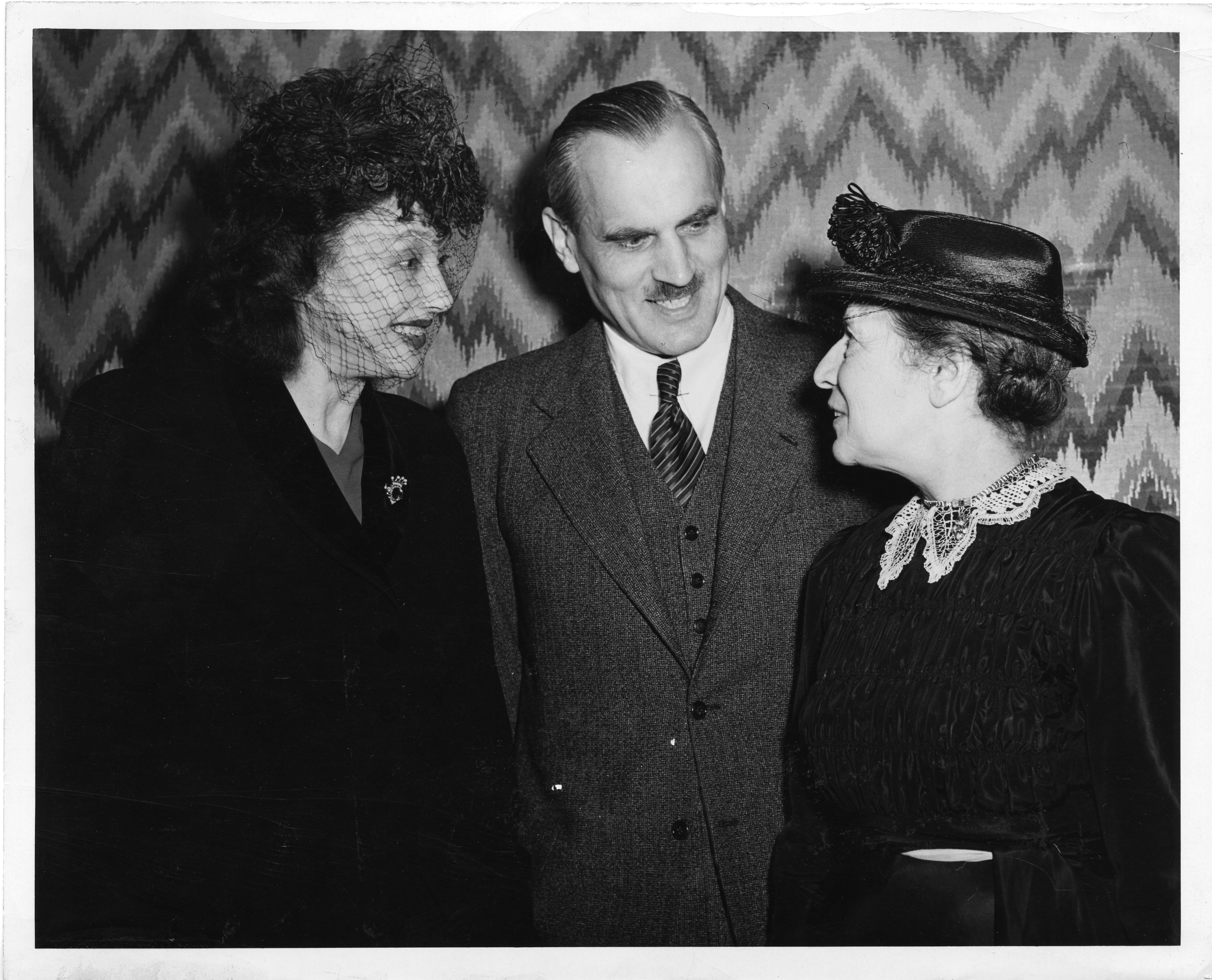
Lise Meitner em 1946 com o físico Arthur H. Compton e a atriz Katharine Cornell

No final da guerra na Europa, Hahn foi detido e internado em Farm Hall junto com nove outros cientistas seniores — todos, com exceção de Max von Laue, envolvidos no projeto de energia nuclear alemão, e todos, exceto Hahn e Paul Harteck, eram físicos. Foi nesse local que eles souberam da notícia dos bombardeios atômicos de Hiroshima e Nagasaki. Relutantes em admitir que estavam anos atrás dos americanos — e sem saber que suas conversas eram gravadas — muitos deles afirmaram, em discussões, que jamais quiseram o sucesso do programa de armas nucleares. Hahn não acreditou neles e continuou internado quando seu Prêmio Nobel foi anunciado em novembro de 1945. Os cientistas de Farm Hall passariam o resto de suas vidas tentando reabilitar a imagem da ciência alemã, manchada pelo período nazista. Detalhes inconvenientes — como os milhares de trabalhadoras escravas do campo de concentração de Sachsenhausen que mineravam minério de urânio para os experimentos — foram varridos para debaixo do tapete.
Para Hahn, era imprescindível afirmar sua reivindicação pela descoberta da fissão — para si, para a química e para a Alemanha. Em seu discurso de aceitação do Prêmio Nobel, ele contou essa narrativa, de modo que mencionou tanto a participação de Meitner quanto a de Strassmann em sua palestra de Nobel. A mensagem de Hahn repercutiu fortemente na Alemanha, onde ele era venerado como o proverbial bom alemão — um homem íntegro, firme opositor do regime nazista, mas que permaneceu no país para dedicar-se à ciência pura. Como presidente da Sociedade Max Planck de 1946 a 1960, projetou uma imagem da ciência alemã como inabalável e imaculada pelo nazismo para um público que desejava acreditar nisso. Após a Segunda Guerra Mundial, Hahn manifestou-se fortemente contra o uso de energia nuclear para fins militares, considerando tal aplicação um desvirtuamento — ou mesmo um crime — de suas descobertas. Lawrence Badash escreveu: "O reconhecimento, durante a guerra, da perversão da ciência para a construção de armas e sua atividade no pós-guerra na orientação dos empreendimentos científicos de seu país o inclinavam cada vez mais a ser um porta-voz da responsabilidade social."

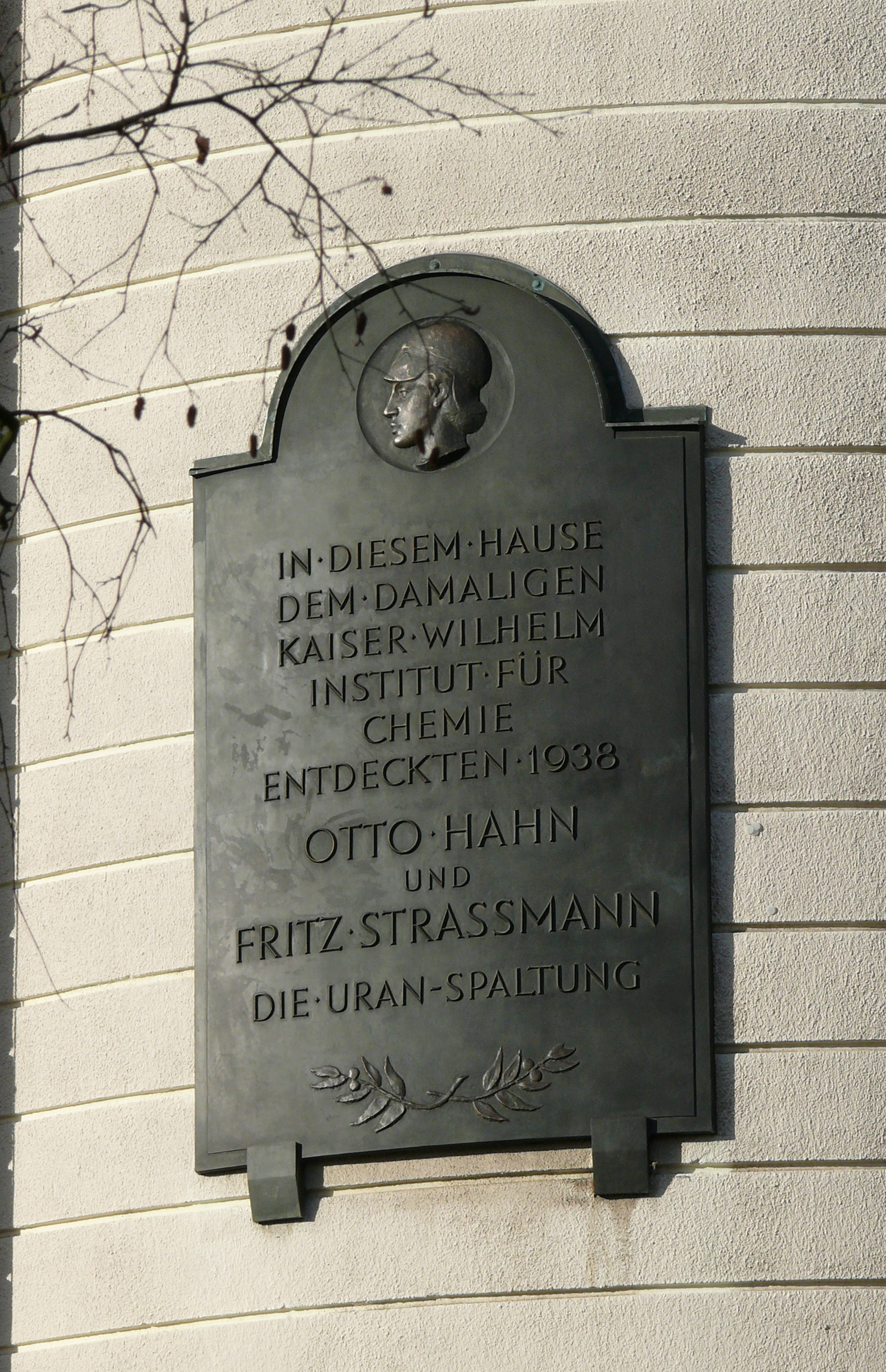
Placa comemorativa da descoberta da fissão por Hahn e Strassmann em Berlim (inaugurada em 1956)

Em contraste, no imediato pós-guerra, Meitner e Frisch foram aclamados como os descobridores da fissão em países de língua inglesa. O Japão passou a ser visto como um estado fantoche da Alemanha e a destruição de Hiroshima e Nagasaki como uma justiça poética pela perseguição do povo judeu. Em janeiro de 1946, Meitner realizou uma turnê pelos Estados Unidos, onde ministrou palestras e recebeu o título de Doutor Honoris Causa. Participou de um coquetel para o Tenente-general Leslie Groves, diretor do Projeto Manhattan (que lhe concedeu crédito exclusivo pela descoberta da fissão em suas memórias de 1962) e foi eleita Mulher do Ano pelo Clube Nacional de Imprensa Feminina. Na recepção, sentou-se ao lado do Presidente dos Estados Unidos, Harry S. Truman. Contudo, Meitner não apreciava falar em público — especialmente em inglês — nem almejava o status de celebridade, recusando, assim, a oferta de uma cátedra visitante no Wellesley College. Hahn indicou Meitner e Frisch para o Prêmio Nobel de Física em 1948. Hahn e Meitner mantiveram-se amigos próximos após a guerra.
Em 1966, a Comissão de Energia Atômica dos Estados Unidos concedeu conjuntamente o Prêmio Enrico Fermi a Hahn, Strassmann e Meitner por sua descoberta da fissão. A cerimônia ocorreu no palácio Hofburg em Viena. Foi a primeira vez que o Prêmio Enrico Fermi foi concedido a não-americanos e a primeira vez que foi apresentado a uma mulher. O diploma de Meitner trazia a inscrição: "Por pesquisa pioneira nas radioatividades naturalmente ocorrentes e extensos estudos experimentais que levaram à descoberta da fissão". O diploma de Hahn dizia, ligeiramente diferente: "Por pesquisa pioneira nas radioatividades naturalmente ocorrentes e extensos estudos experimentais que culminaram na descoberta da fissão." Hahn e Strassmann estiveram presentes, mas Meitner encontrava-se demasiado debilitada para comparecer, e foi Frisch quem aceitou o prêmio em seu nome.